# Brymbo Ironworks
Créé en 1793 par l'industriel anglais William Wilkinson dans le village de Brymbo, près du bourg voisin de Wrexham (nord du Pays de Galles), la fonderie, Brymbo Ironworks était concurrente de celle de Bersham Ironworks, dont  son frère cadet William Wilkinson était resté actionnaire depuis l'éviction de leur père en 1761 et 1763.
Au départ, la fonderie fait du plomb, mais au bout de trois ans passe au fer et à l'acier. 
William est contraint de vendre ses parts à John. Il se venge, plus tard, en payant des gros bras pour détruire la fonderie dont leur père avait été exproprié.
La fonderie était située non loin de mines de charbon. Un deuxième fourneau fut bâti en 1805 et un troisième vers 1869, mais seulement deux d'entre eux furent utilisés à partir de 1892 et seulement un seul après 1912. Ce dernier a fermé à son tour en 1990, causant la perte de 1 100 emplois et une crise immobilière profonde dans les environs.
Après la mort de John Wilkinson, la fonderie avait été confiée à un trustee.